# The Creature Walks Among Us
The Creature Walks Among Us é um filme produzido nos Estados Unidos em 1956, dirigido por John Sherwood.
Terceiro e último filme da trilogia "O Monstro da Lagoa Negra"

## Sinopse
Agora a criatura é capturada por cientistas que querem transformá-la em um ser humano.

## Elenco
- Jeff Morrow...Dr. William Barton
- Rex Reason...Dr. Thomas Morgan
- Leigh Snowden...Marcia Barton